# قندوله
قندوله (به عربی: قندولة) یک منطقهٔ مسکونی در لیبی است که در استان جبل‌الاخضر واقع شده‌است. قندوله ۵٬۵۸۳ نفر جمعیت دارد.